# Microsparite
La microsparite est un ciment de cristaux compris entre 10 et 63 micromètres. Il s'agit d'un intermédiaire entre sparite et micrite. Cette texture donne un aspect microcristallin au ciment.
Cette texture traduit généralement un début de recristallisation de la matrice micritique et elle contient donc toutes les impuretés de la boue originelle.